# 嘉義蘇周連宗祠
23°28′27.6″N 120°27′5.7″E / 23.474333°N 120.451583°E
嘉義蘇周連宗祠，位於臺灣嘉義市東區，是嘉義市現存最早設立的祠堂。宗祠內除安奉蘇周連神位及蘇氏先祖考取進士、有官位之神位31位外，還有蘇氏救命恩公尪公祖的特殊神位，後於民國八十九年（2000年）1月1日公告為市定古蹟。

## 沿革
1895年，清朝依馬關條約割讓福建臺灣省後，蘇家祖先認為今後要前往中國大陸祭祖恐會相當不方便，遂於隔年向嘉義街長蘇孝德購買其別墅，將其整修為蘇氏家廟，之後在昭和十四年（1939年）時成立了蘇氏宗親會。1939年（明治14年）蘇家再度整修家廟，增建廂房，提供旅外宗親返嘉祭祖之住宿之用。
第二次世界大戰，國民政府接收臺灣之後，原宗親會在民國四十七年（1958年）擴大成「蘇周連宗親會」，原來「蘇氏家廟」匾額改為「蘇周連宗祠」。2006年5月時完成修復，現由嘉義蘇周連宗親會負責對建築物保養及維護工作，當前建築仍且常年維持祭祀活動，現存於文化公園內。

## 建築
蘇周連宗祠原為一進三開間的三合院形式，為臺灣傳統穿斗式大木結構之閩南建築，為一條龍五間起之形式，面寬23.5公尺，進深11.2公尺，總建積有235平方公尺。其土地現已被徵收為公園用地。
其中，建築物外埕為沙土夯實面。牆身木框架為主體，採編竹泥牆結構。屋面鋪有傳統紅瓦片，正身主要內部以明間、次間、稍間為主。其中正廳為主要祭祀空間，七至十一架行間設有神龕，門楣上精美的木雕及彩繪為特色。

## 圖片

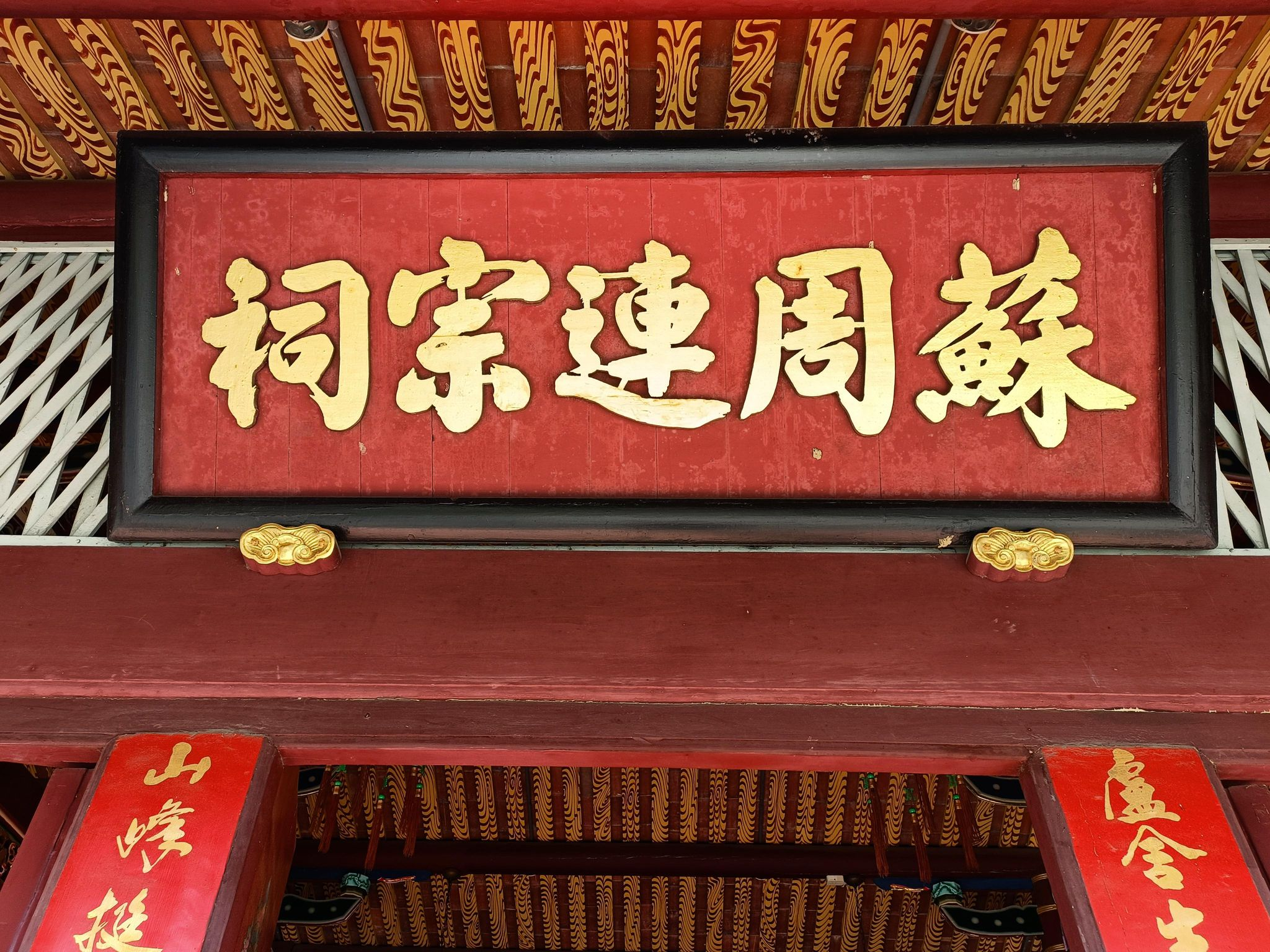
正額
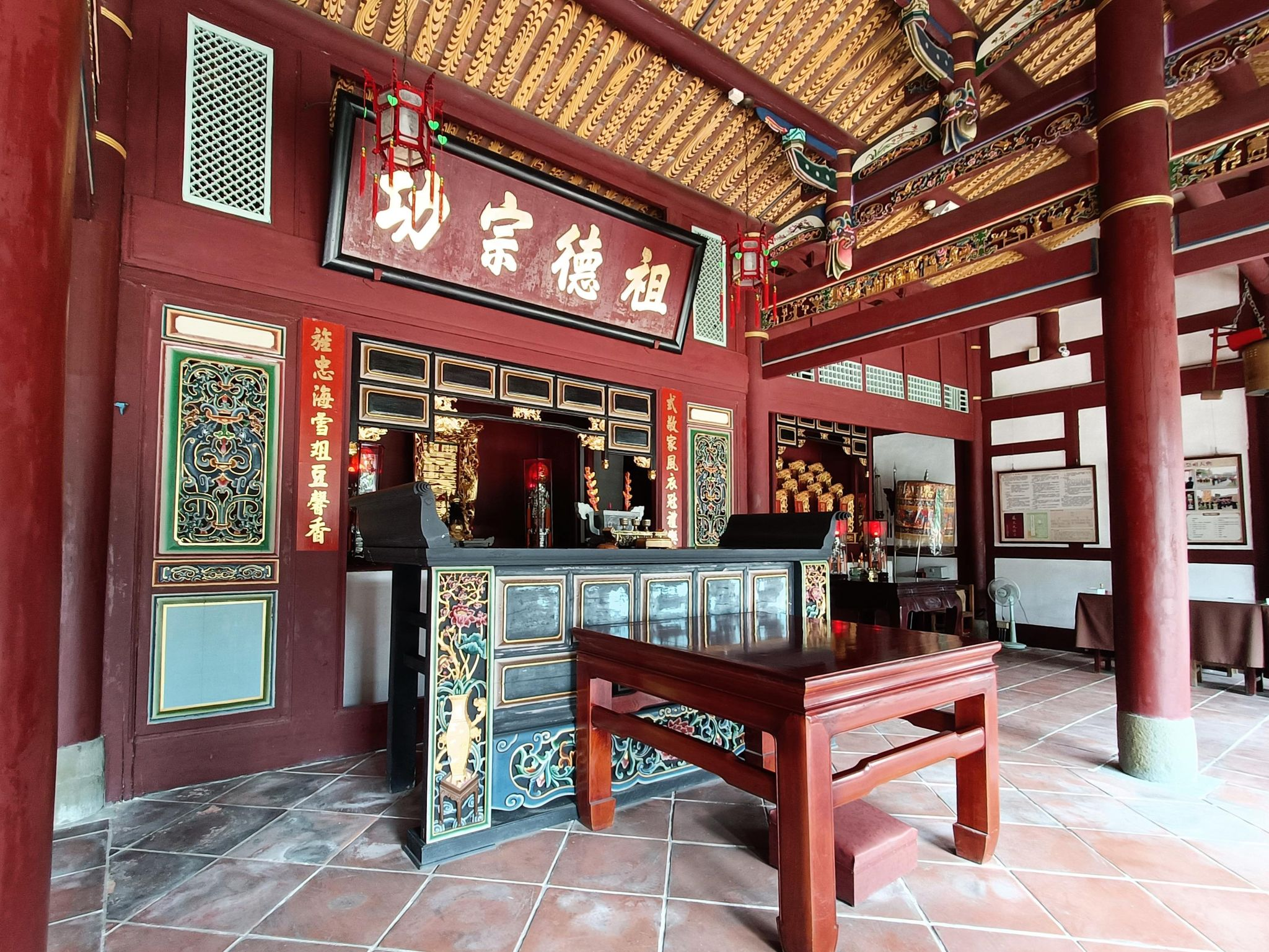
正廳
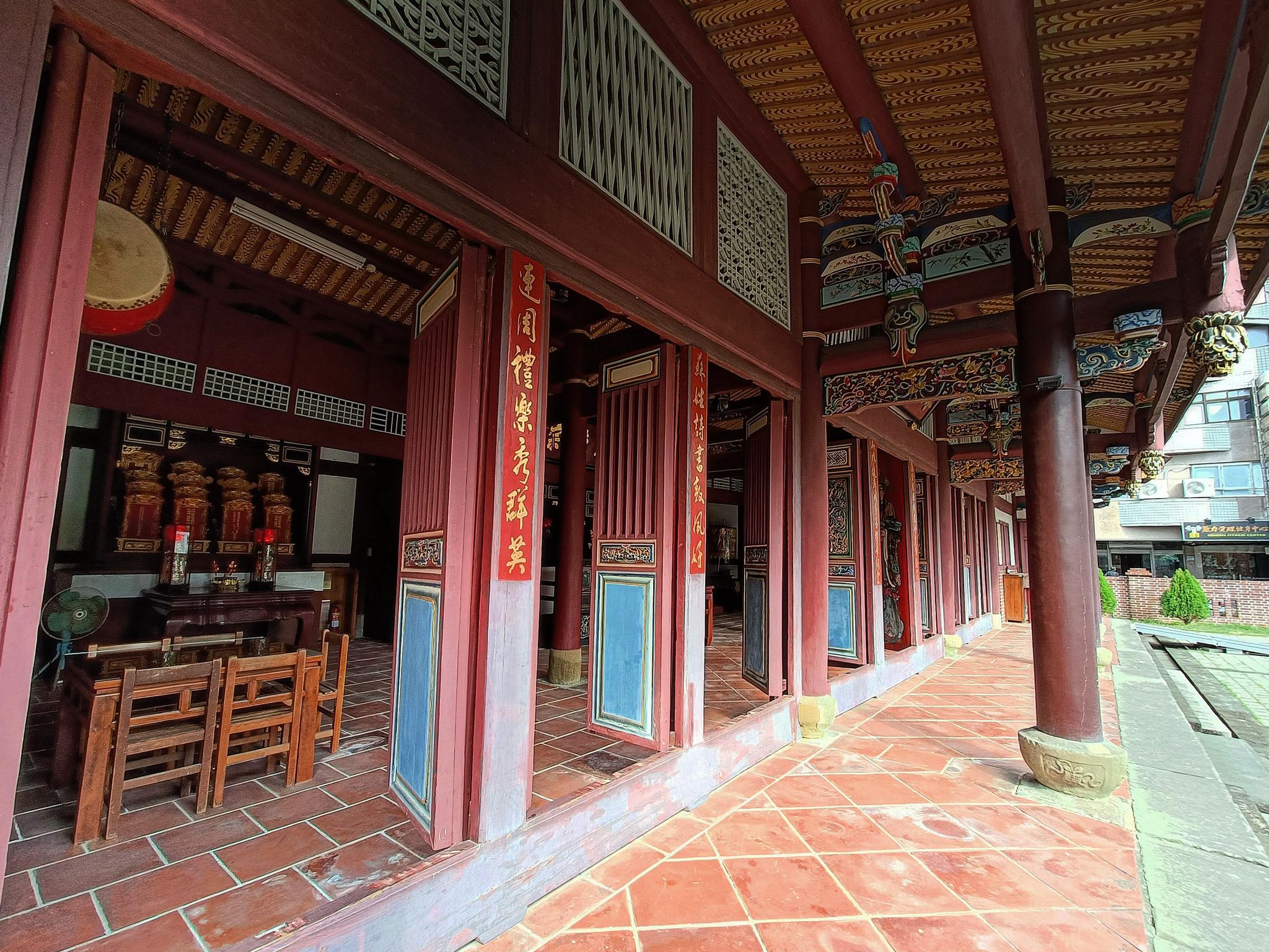
走廊
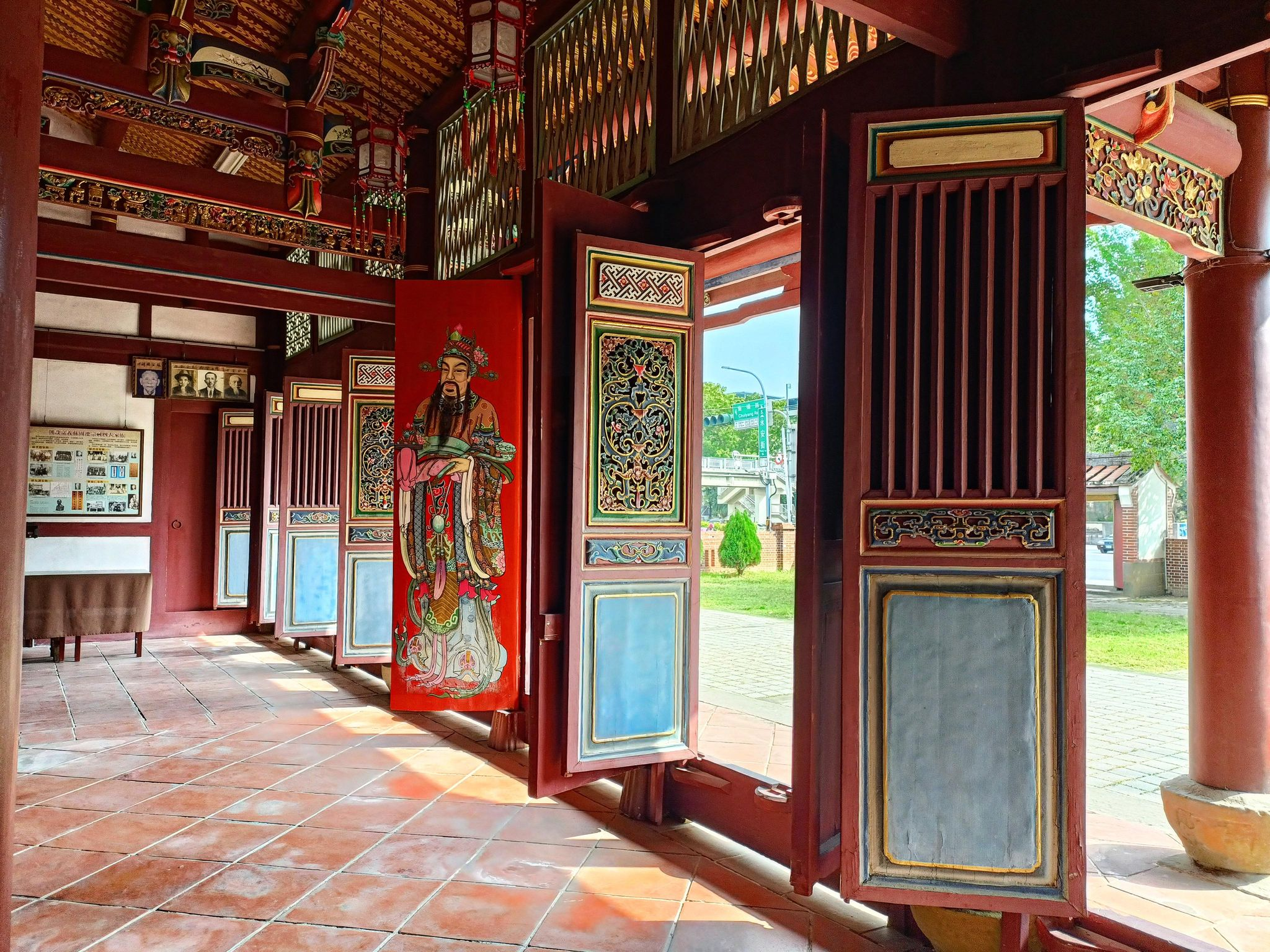
門神

## 外部連結
- 嘉義蘇周連宗祠——文化部文化資產局 （页面存档备份，存于）
- 嘉義蘇周連宗祠——文化部iCulture （页面存档备份，存于）
- 蘇氏宗親會祭祖——文化部iCulture （页面存档备份，存于）